# Pablo Alborán

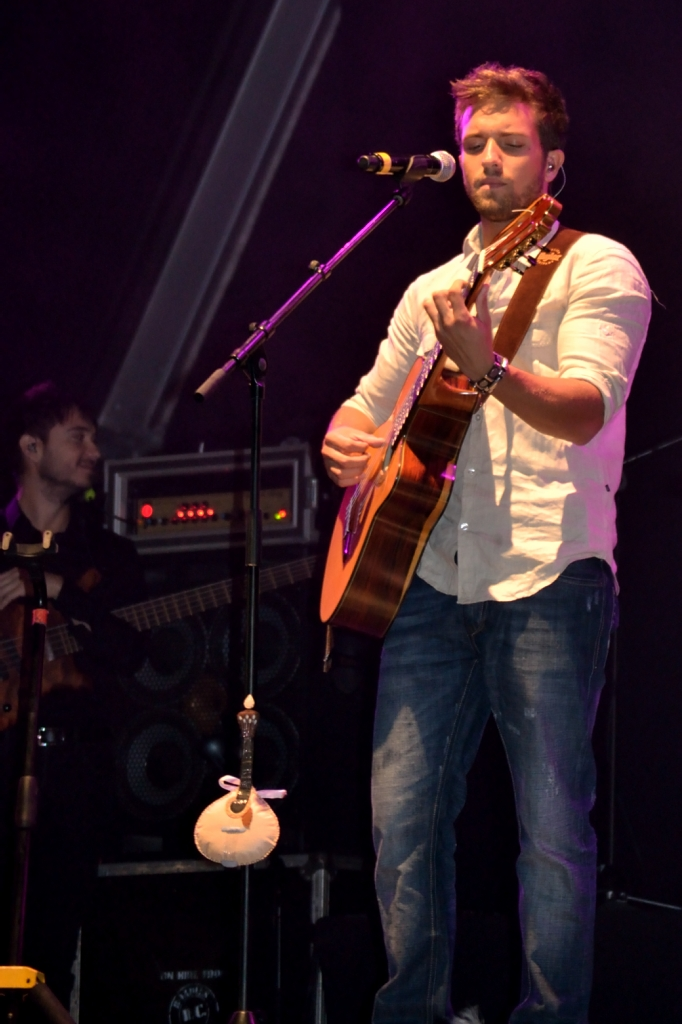
Konzert mit Pablo Alboran in Cantanhede, Portugal

Pablo Alborán (* 31. Mai 1989 in Málaga; vollständiger Name Pablo Moreno de Alborán Ferrándiz) ist ein spanischer Cantautor und der erfolgreichste Musiker der 2010er Jahre in seinem Land. Darüber hinaus ist er auch international ein erfolgreicher Vertreter des Latin Pop.

## Biografie

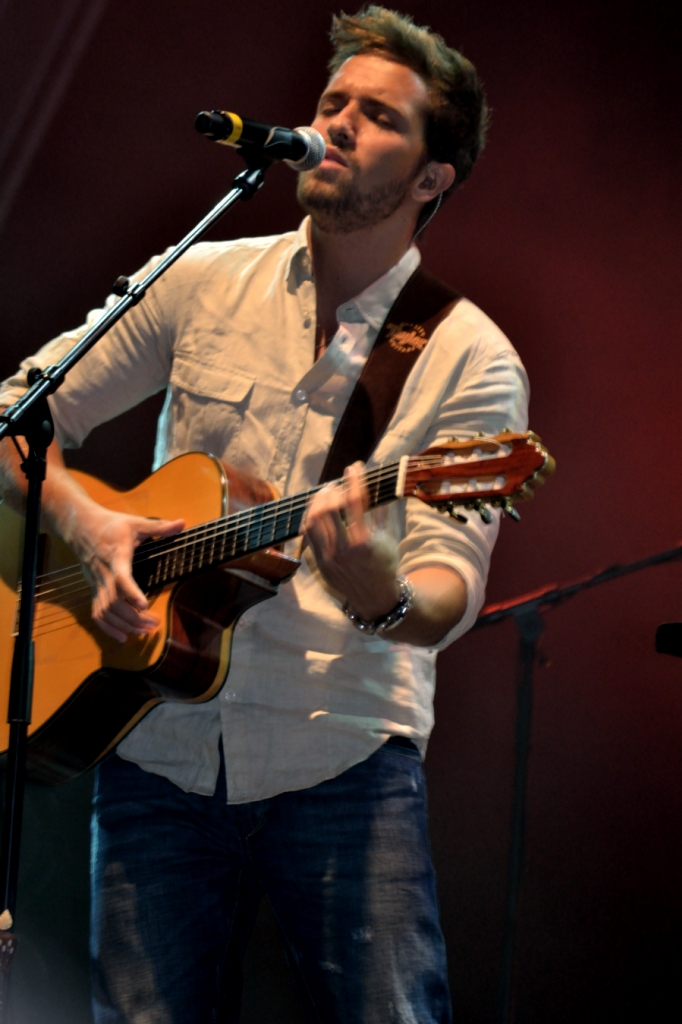
Pablo Alborán im Jahre 2012 in Cantanhede, Portugal.

Sein Vater ist der Architekt Salvador Moreno de Alborán Peralta, seine Mutter Helena Ferrándiz Martínez. Pablo Alborán lernte früh Gitarrespielen und mit zwölf Jahren begann er, erste Lieder zu schreiben. Mit 20 Jahren stand er bei EMI unter Vertrag und Ende 2010 veröffentlichte er seine Debütsingle Solamente tú. Erst stieg das Lied nur zögerlich in die Charts ein, mit Unterstützung des Internets stieg seine Popularität aber schnell an. Als Anfang Februar 2011 sein nach ihm benanntes Debütalbum erschien, stieg es sofort auf Platz eins der Charts ein. Sechs Wochen blieb das Album an der Spitze und im Laufe des Jahres kehrte es noch zweimal an die Spitze zurück. Mit 15 Nummer-eins-Wochen ist es das bis dahin erfolgreichste Album der 2000er Jahre. Es war auch das meistverkaufte Album des Jahres und wurde mit 6-fach-Platin ausgezeichnet. Im Herbst 2011 war der Spanier dreimal für einen Latin Grammy nominiert, unter anderem als Newcomer des Jahres, und trat auch bei der Verleihung auf. Den Newcomerpreis gewann er im selben Jahr bei den Premios 40 Principales des gleichnamigen Radiosenders.
Die Liveversion des Debütalbums erschien unter dem Titel En Acústico im November 2011 und übertraf mit 20 Wochen auf Platz eins und 8-fach-Platin noch einmal das Debütalbum. Die Single Solamente tú stieg ebenfalls noch auf Platz eins, es war das dritterfolgreichste Lied des Jahres und war insgesamt über zwei Jahre in den spanischen Top-50-Singlecharts vertreten. Mit Perdóname in der Liveversion mit der Sängerin Carminho folgte noch eine zweite Nummer-eins-Single. Darüber hinaus erreichte das Livealbum auch in Portugal Platz eins und in Südamerika und in den Latin-Pop-Charts der USA war Alborán ebenfalls erfolgreich.
Der außergewöhnliche Karrierestart wurde vom zweiten Album nochmals übertroffen. Tanto erschien nur ein Jahr nach En Acústico Anfang November 2012 und verkaufte sich in nur zwei Monaten über 200.000 Mal. Zwei Jahre hintereinander belegte das Album Platz eins der Jahrescharts, was zuvor noch kein Interpret in Spanien geschafft hatte. 2012 belegte er mit seinen drei Alben dort sogar Platz eins, zwei und fünf. Mit 27 Wochen an der Chartspitze war sein drittes Album das erfolgreichste seit 25 Jahren. 10-mal wurde es mit Platin ausgezeichnet. Zwei weitere Nummer-eins-Singles brachte das Album hervor und ein Gastbeitrag bei Vuelvo a verte der Sängerin Malú erhöhte die Zahl der Topplatzierungen in den Singlecharts auf fünf. Auch international konnte er an den ersten Erfolg anknüpfen.
Bis zum nächsten Album von Pablo Alborán vergingen dann zwei Jahre. Terral wurde am 10. November 2014 veröffentlicht und stieg wieder auf Platz eins der Albumcharts ein. Vorab hatten schon zwei Singles die Chartspitze erreicht.
Pablo Alborán profitiert auch von der Entwicklung im Internet. Zu seiner ersten Single Solamente tú veröffentlichte er im September 2010 ein offizielles Video bei YouTube. Mit über 100 Millionen Aufrufe ist es sein erfolgreichstes Internetvideo. Fünf weitere Videos haben bis 2015 zwischen 15 und 25 Millionen Zugriffe erreicht.
Im Juni 2020 teilte Alborán in einem Instagram-Video mit, dass er homosexuell ist.

## Diskografie

### Studioalben
| Jahr | Titel Musiklabel                  | Höchstplatzierung, Gesamtwochen, AuszeichnungChartplatzierungen (Jahr, Titel, Musiklabel, Platzierungen, Wochen, Auszeichnungen, Anmerkungen) | Höchstplatzierung, Gesamtwochen, AuszeichnungChartplatzierungen (Jahr, Titel, Musiklabel, Platzierungen, Wochen, Auszeichnungen, Anmerkungen) | Höchstplatzierung, Gesamtwochen, AuszeichnungChartplatzierungen (Jahr, Titel, Musiklabel, Platzierungen, Wochen, Auszeichnungen, Anmerkungen) | Höchstplatzierung, Gesamtwochen, AuszeichnungChartplatzierungen (Jahr, Titel, Musiklabel, Platzierungen, Wochen, Auszeichnungen, Anmerkungen) | Anmerkungen                                                 |
| Jahr | Titel Musiklabel                  | ES | PT | CH | Latin | Anmerkungen                                                 |
| ---- | --------------------------------- | --- | --- | --- | --- | ----------------------------------------------------------- |
| 2011 | Pablo Alborán Trimeca / EMI       | ES1 ×8Achtfachplatin · (101 Wo.)ES | PT6 (15 Wo.)PT | — | Latin14 (5 Wo.)Latin | Erstveröffentlichung: 28. Januar 2011 Verkäufe: + 485.000   |
| 2012 | Tanto Warner Music Spain          | ES1 ×10Zehnfachplatin · (104 Wo.)ES | PT1 Platin · (47 Wo.)PT | — | Latin11 (18 Wo.)Latin | Erstveröffentlichung: 6. November 2012 Verkäufe: + 415.000  |
| 2014 | Terral Warner Music Spain         | ES1 ×8Achtfachplatin · (104 Wo.)ES | PT2 Gold · (16 Wo.)PT | — | Latin1 (16 Wo.)Latin | Erstveröffentlichung: 11. November 2014 Verkäufe: + 427.500 |
| 2017 | Prometo Warner Music Spain        | ES1 ×6Sechsfachplatin · (151 Wo.)ES | PT2 (19 Wo.)PT | CH89 (1 Wo.)CH | Latin3 Gold · (12 Wo.)Latin | Erstveröffentlichung: 17. November 2017 Verkäufe: + 305.000 |
| 2020 | Vértigo Warner Music Spain        | ES1 ×2Doppelplatin · (74 Wo.)ES | PT19 (8 Wo.)PT | — | — | Erstveröffentlichung: 6. November 2020 Verkäufe: + 80.000   |
| 2022 | La cuarta hoja Warner Music Spain | ES1 Platin · (59 Wo.)ES | PT37 (1 Wo.)PT | — | — | Erstveröffentlichung: 1. Dezember 2022 Verkäufe: + 40.000   |

### Livealben
| Jahr | Titel Musiklabel                                           | Höchstplatzierung, Gesamtwochen, AuszeichnungChartplatzierungen (Jahr, Titel, Musiklabel, Platzierungen, Wochen, Auszeichnungen, Anmerkungen) | Höchstplatzierung, Gesamtwochen, AuszeichnungChartplatzierungen (Jahr, Titel, Musiklabel, Platzierungen, Wochen, Auszeichnungen, Anmerkungen) | Anmerkungen                                                 |
| Jahr | Titel Musiklabel                                           | ES | PT | Anmerkungen                                                 |
| ---- | ---------------------------------------------------------- | --- | --- | ----------------------------------------------------------- |
| 2011 | En acústico Warner Music Spain                             | ES1 ×8Achtfachplatin · (101 Wo.)ES | PT1 ×7Siebenfachplatin · (96 Wo.)PT | Erstveröffentlichung: 15. November 2011 Verkäufe: + 425.000 |
| 2015 | Tour terral – Tres noches en Las Ventas Warner Music Spain | — | PT6 (8 Wo.)PT | Erstveröffentlichung: 6. November 2015                      |

### Singles als Leadmusiker
| Jahr | Titel Album                                    | Höchstplatzierung, Gesamtwochen, AuszeichnungChartplatzierungen (Jahr, Titel, Album, Platzierungen, Wochen, Auszeichnungen, Anmerkungen) | Höchstplatzierung, Gesamtwochen, AuszeichnungChartplatzierungen (Jahr, Titel, Album, Platzierungen, Wochen, Auszeichnungen, Anmerkungen) | Höchstplatzierung, Gesamtwochen, AuszeichnungChartplatzierungen (Jahr, Titel, Album, Platzierungen, Wochen, Auszeichnungen, Anmerkungen) | Anmerkungen                                                                            |
| Jahr | Titel Album                                    | ES | PT | Latin | Anmerkungen                                                                            |
| --- | ---------------------------------------------- | --- | --- | --- | -------------------------------------------------------------------------------------- |
| 2010 | Solamente tú Pablo Alborán                     | ES1 ×2Doppelplatin · (108 Wo.)ES | — | Latin13 (14 Wo.)Latin | Erstveröffentlichung: 14. September 2010 Verkäufe: + 80.000                            |
| 2011 | Miedo Pablo Alborán                            | ES40 (3 Wo.)ES | — | — | Erstveröffentlichung: 13. Mai 2011                                                     |
| 2011 | Perdóname En acústico                          | ES1 Platin · (64 Wo.)ES | — | — | Erstveröffentlichung: 3. Oktober 2011 Verkäufe: + 65.000; feat. Carminho               |
| 2012 | Te he echado de menos En acústico              | ES2 Platin · (65 Wo.)ES | — | — | Erstveröffentlichung: 28. Februar 2012 Verkäufe: + 40.000                              |
| 2012 | Tanto                                          | ES2 Platin · (42 Wo.)ES | — | Latin29 (7 Wo.)Latin | Erstveröffentlichung: 9. September 2012 Verkäufe: + 40.000                             |
| 2013 | El beso Tanto                                  | ES1 Gold · (23 Wo.)ES | — | — | Erstveröffentlichung: 9. Februar 2013 Verkäufe: + 30.000                               |
| 2013 | Quién Tanto                                    | ES1 Platin + Gold (Streaming) · (40 Wo.)ES                                                                                               | — | — | Erstveröffentlichung: 7. Mai 2013 Verkäufe: + 60.000                                   |
| 2013 | Éxtasis Tanto                                  | ES16 Gold · (15 Wo.)ES | — | — | Erstveröffentlichung: 27. August 2013 Verkäufe: + 30.000                               |
| 2013 | Dónde está el amor Tanto                       | ES32 ×2Doppelplatin · (5 Wo.)ES | — | Latin16 ×3Dreifachplatin · (17 Wo.)Latin                                                                                                 | Erstveröffentlichung: 30. September 2013 Verkäufe: + 300.000; feat. Jesse & Joy        |
| 2014 | Por fin Terral                                 | ES1 Platin · (48 Wo.)ES | — | Latin20 Gold · (13 Wo.)Latin | Erstveröffentlichung: 16. September 2014 Verkäufe: + 70.000                            |
| 2014 | Pasos de cero Terral                           | ES1 Platin · (24 Wo.)ES | — | Latin34 Platin · (6 Wo.)Latin | Erstveröffentlichung: 11. November 2014 Verkäufe: + 120.000                            |
| 2015 | Recuérdame Terral                              | ES15 Platin · (30 Wo.)ES | — | — | Erstveröffentlichung: 2. Juni 2015 Verkäufe: + 60.000                                  |
| 2015 | Vívela Tour terral – Tres noches en Las Ventas | ES32 (3 Wo.)ES | — | — | Erstveröffentlichung: 5. Oktober 2015                                                  |
| 2015 | La escalera Terral                             | ES27 Gold · (9 Wo.)ES | — | — | Erstveröffentlichung: 28. Oktober 2015 Verkäufe: + 20.000                              |
| 2016 | Se puede amar –                                | ES74 (1 Wo.)ES | — | — | Erstveröffentlichung: 22. April 2016                                                   |
| 2017 | No vaya a ser Prometo                          | ES9 ×2Doppelplatin · (32 Wo.)ES | PT55 Gold · (15 Wo.)PT | Latin— GoldLatin | Erstveröffentlichung: 8. September 2017 Verkäufe: + 115.000                            |
| 2017 | Saturno Prometo                                | ES16 ×4Vierfachplatin · (23 Wo.)ES | — | Latin— ×3DreifachplatinLatin | Erstveröffentlichung: 8. September 2017 Verkäufe: + 510.000                            |
| 2017 | La llave Prometo                               | ES42 Platin · (26 Wo.)ES | — | — | Erstveröffentlichung: 20. Oktober 2017 Verkäufe: + 40.000                              |
| 2018 | Prometo                                        | ES35 Platin · (16 Wo.)ES | — | — | Erstveröffentlichung: 19. Januar 2018 Verkäufe: + 60.000                               |
| 2019 | Tabú –                                         | ES13 ×2Doppelplatin · (24 Wo.)ES | — | — | Erstveröffentlichung: 6. November 2019 Verkäufe: + 83.000; mit Ava Max                 |
| 2020 | Cuando estés aquí –                            | ES69 (1 Wo.)ES | — | — | Erstveröffentlichung: 13. April 2020                                                   |
| 2020 | Sueño Prisma                                   | ES25 ×3Dreifachplatin · (58 Wo.)ES | — | — | Erstveröffentlichung: 14. Mai 2020 Verkäufe: + 180.000; mit Beret                      |
| 2020 | El mismo aire –                                | ES28 ×3Dreifachplatin · (37 Wo.)ES | — | Latin— ×4VierfachplatinLatin | Erstveröffentlichung: 12. Juni 2020 Verkäufe: + 900.000; mit Camilo                    |
| 2020 | Si hubieras querido Vértigo                    | ES51 Platin · (10 Wo.)ES | — | — | Erstveröffentlichung: 25. September 2020 Verkäufe: + 60.000                            |
| 2020 | Hablemos de amor Vértigo                       | ES89 (1 Wo.)ES | — | — | Erstveröffentlichung: 15. Oktober 2020                                                 |
| 2020 | Corazón descalzo Vértigo                       | ES85 Gold · (1 Wo.)ES | — | — | Erstveröffentlichung: 2. November 2020 Verkäufe: + 30.000                              |
| 2020 | La fiesta Vértigo                              | ES73 (1 Wo.)ES | — | — | Erstveröffentlichung: 9. Dezember 2020                                                 |
| 2021 | Llueve sobre mojado La cuarta hoja             | ES42 Platin · (19 Wo.)ES | — | — | Erstveröffentlichung: 14. Oktober 2021 Verkäufe: + 60.000; mit Aitana & Álvaro de Luna |
| 2022 | Carretera y Manta La cuarta hoja               | ES93 Platin · (3 Wo.)ES | — | — | Erstveröffentlichung: 15. Juli 2022 Verkäufe: + 60.000                                 |
| 2022 | Amigos La cuarta hoja                          | ES55 ×2Doppelplatin · (16 Wo.)ES | — | Latin— GoldLatin | Erstveröffentlichung: 10. November 2022 Verkäufe: + 150.000; mit María Becerra         |
| Folgende Lieder erschienen nicht als Single, wurden aber durch das Album zum Download und Streaming bereitgestellt und konnten somit eine Platzierung erlangen: |                                                | | | |                                                                                        |
| |                                                | | | |                                                                                        |
| 2012 | No te olvidaré En acústico                     | ES37 (1 Wo.)ES | — | — | Charteinstieg: 15. Januar 2012                                                         |
| 2014 | Gracias Terral                                 | ES22 (1 Wo.)ES | — | — | Charteinstieg: 9. November 2014                                                        |
| 2014 | Quimera Terral                                 | ES30 (1 Wo.)ES | — | — | Charteinstieg: 16. November 2014 feat. Ricky Martin                                    |
| 2017 | Boca de hule Prometo                           | ES54 (2 Wo.)ES | — | — | Charteinstieg: 26. November 2017                                                       |
| 2017 | Al paraíso Prometo                             | ES72 (1 Wo.)ES | — | — | Charteinstieg: 26. November 2017                                                       |
| 2017 | Vivir Prometo                                  | ES74 (1 Wo.)ES | — | — | Charteinstieg: 26. November 2017                                                       |
| 2017 | Cuerda al corazón Prometo                      | ES92 (1 Wo.)ES | — | — | Charteinstieg: 26. November 2017                                                       |
| 2017 | Te refugio Prometo                             | ES93 (2 Wo.)ES | — | — | Charteinstieg: 26. November 2017                                                       |
| 2017 | Lo nuestro Prometo                             | ES98 (1 Wo.)ES | — | — | Charteinstieg: 26. November 2017                                                       |

grau schraffiert: keine Chartdaten aus diesem Jahr verfügbar
Weitere Singles
- 2015: Ne m’oublie pas (französische Version von Recuérdame)
- 2015: Inséparables (feat. Zaz) (französische Version von Pasos de cero)
- 2015: Palmeras en la nieve
- 2016: Dónde está el amor (feat. Tiê)
- 2019: Peces de ciudad (feat. Pablo López, ES: Gold)

### Singles als Gastmusiker
| Jahr | Titel Album                                        | Höchstplatzierung, Gesamtwochen, AuszeichnungChartplatzierungen (Jahr, Titel, Album, Platzierungen, Wochen, Auszeichnungen, Anmerkungen) | Höchstplatzierung, Gesamtwochen, AuszeichnungChartplatzierungen (Jahr, Titel, Album, Platzierungen, Wochen, Auszeichnungen, Anmerkungen) | Anmerkungen |
| Jahr | Titel Album                                        | ES | Latin | Anmerkungen |
| ---- | -------------------------------------------------- | --- | --- | --- |
| 2012 | Cuestión de prioridades por el cuerno de África –  | ES36 (3 Wo.)ES | — | Erstveröffentlichung: 20. Januar 2012 Melendi feat. Dani Martín, Pablo Alborán, La Dama, Rasel, Malú y Carlos Baute |
| 2012 | La de la mala suerte ¿Con quién se queda el perro? | ES17 (8 Wo.)ES | Latin23 (14 Wo.)Latin | Erstveröffentlichung: 13. März 2012 Jesse & Joy feat. Pablo Alborán                                                 |
| 2012 | Vuelvo a verte Dual                                | ES1 Platin · (43 Wo.)ES | — | Erstveröffentlichung: 19. November 2012 Verkäufe: + 60.000; Malú con Pablo Alborán                                  |
| 2022 | Contigo Dharma +                                   | ES56 Platin · (1 Wo.)ES | — | Erstveröffentlichung: 21. Juli 2022 Verkäufe: + 60.000; Sebastián Yatra feat. Pablo Alborán                         |

Weitere Gastbeiträge
- 2014: Solamente tù (Damien Sargue feat. Pablo Alborán)
- 2016: Tu frialdad (José Mercé feat. Pablo Alborán)
- 2019: Rayando el sol (Maná feat. Pablo Alborán, ES: Platin, US: Platin (Latin))

### Videoalben
| Jahr | Titel                                   | Höchstplatzierung, Gesamtwochen, AuszeichnungChartplatzierungen (Jahr, Titel, Platzierungen, Wochen, Auszeichnungen, Anmerkungen) | Höchstplatzierung, Gesamtwochen, AuszeichnungChartplatzierungen (Jahr, Titel, Platzierungen, Wochen, Auszeichnungen, Anmerkungen) | Anmerkungen                            |
| Jahr | Titel                                   | ES | Latin | Anmerkungen                            |
| ---- | --------------------------------------- | --- | --- | -------------------------------------- |
| 2015 | Tour terral – Tres noches en Las Ventas | ES1 Platin · (203 Wo.)ES | — | Erstveröffentlichung: 6. November 2015 |

## Auszeichnungen für Musikverkäufe
| Goldene Schallplatte - Argentinien - 2014: für das Album Terral - Chile - 2014: für das Album Terral - 2017: für das Album Prometo - 2020: für die Single Saturno - Kolumbien - 2012: für das Album Pablo Alborán - Mexiko - 2015: für die Single Dónde está el amor - 2016: für das Album Terral - 2018: für das Album Prometo - Peru - 2020: für die Single Tabú | Platin-Schallplatte - Mexiko - 2015: für die Single La de la mala suerte - Spanien - 2024: für das Lied Tu refugio 5× Platin-Schallplatte - Kolumbien - 2015: für das Album Terral |

Anmerkung: Auszeichnungen in Ländern aus den Charttabellen bzw. Chartboxen sind in ebendiesen zu finden.
| Land/RegionAuszeichnungen für Musikverkäufe (Land/Region, Auszeichnungen, Verkäufe, Quellen) | Gold       | Platin         | Verkäufe  | Quellen                                                                  |
| -------------------------------------------------------------------------------------------- | ---------- | -------------- | --------- | ------------------------------------------------------------------------ |
| Argentinien (CAPIF)                                                                          | Gold1      | —              | 15.000    | Einzelnachweise                                                          |
| Chile (IFPI)                                                                                 | 3× Gold3   | —              | 102.500   | profovi.cl                                                               |
| Kolumbien (ASINCOL)                                                                          | Gold1      | 5× Platin5     | 55.000    | Einzelnachweise                                                          |
| Mexiko (AMPROFON)                                                                            | 3× Gold3   | Platin1        | 150.000   | amprofon.com.mx                                                          |
| Peru (UNIMPRO)                                                                               | Gold1      | —              | 3.000     | Einzelnachweise                                                          |
| Portugal (AFP)                                                                               | 2× Gold2   | 8× Platin8     | 157.500   | artistas-espectaculos.com (Memento vom 22. Mai 2013 im Internet Archive) |
| Spanien (Promusicae)                                                                         | 6× Gold6   | 80× Platin80   | 3.865.000 | elportaldemusica.es                                                      |
| Vereinigte Staaten (RIAA)                                                                    | 4× Gold4   | 12× Platin12   | 840.000   | riaa.com                                                                 |
| Insgesamt                                                                                    | 21× Gold21 | 106× Platin106 |           |                                                                          |